# 普法芬 (巴伐利亚州)
普法芬是德国巴伐利亚州的一个市镇。总面积35.39平方公里，总人口3950人，其中男性2019人，女性1931人（2011年12月31日），人口密度112人/平方公里。